# Шеври Косињи
Шеври Косињи (фр. Chevry-Cossigny) је насељено место у Француској у региону Париски регион, у департману Сена и Марна.
По подацима из 2011. године у општини је живело 3897 становника, а густина насељености је износила 232,66 становника/km².

## Демографија
| 1962. | 1968. | 1975. | 1982. | 1990. | 2011. |
| ----- | ----- | ----- | ----- | ----- | ----- |
| 814   | 970   | 1.255 | 1.722 | 1.954 | 3.897 |